# Lebensrute

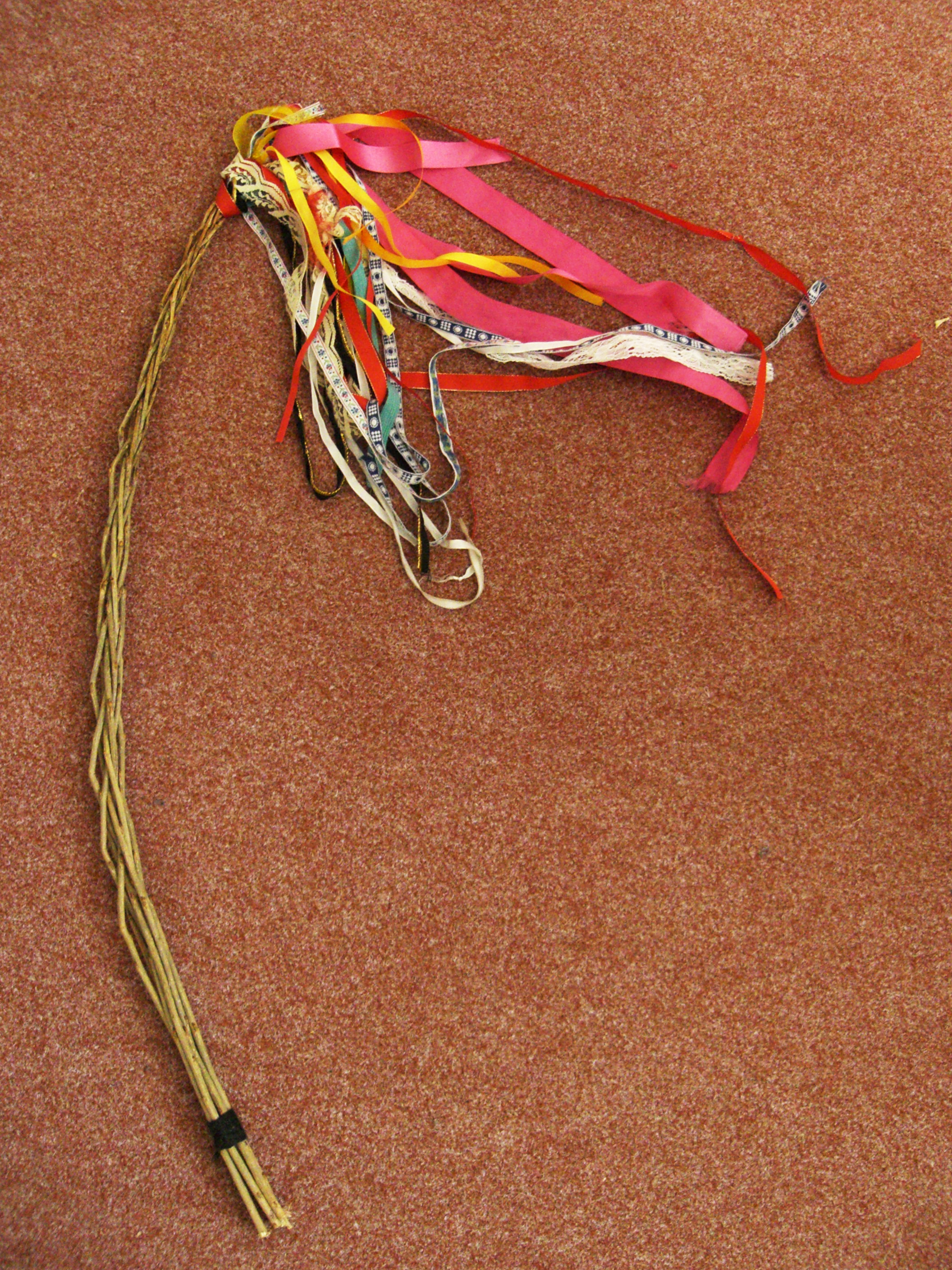
Eine traditionelle tschechische pomlázka mit Bandern

Die Lebensrute (slowakisch korbáč oder šibák, tschechisch pomlázka) ist ein grüner Zweig, mit dem man im Winter oder im beginnenden Frühling Kinder oder junge Frauen zu berühren oder sanft zu schlagen pflegte, um, wie man vermutlich glaubte, die Vitalität der Pflanze auf den Menschen zu übertragen. Dieses Ritual war ein Bestandteil eines vorchristlichen Fruchtbarkeitskultes, der vermutlich aus der Frühzeit der Landwirtschaft stammt. Teilweise wurden auch Haustiere und Pflanzen mit Lebensruten berührt.
Die Symbolik der Lebensrute blieb unter anderem in dem Barbarazweig und der Nikolausrute erhalten. Andere Rituale, bei denen die Lebensrute zum Einsatz kommt, sind das Schmackostern, Pfeffern, Dźěćetko, Stüpen, Bärbeletreiben und Zampern. Ähnlichkeiten bestehen auch zum Klaasohm und Klausentreiben Brauch.